# Gare de Berlin Olympiastadion
La gare de Berlin Olympiastadion est une gare ferroviaire à Berlin, dans le quartier de Westend. Il s'agit d'une gare de train de banlieue régulièrement desservie par les trains de la S-Bahn de Berlin et une gare de terminus pour les trains spéciaux lors de manifestations organisées dans le stade olympique voisin. La gare est mise en service en mai 1909, simultanément avec l'ouverture d'un grand hippodrome au nord de la forêt de Grunewald, sous le nom de Rennbahn. Renommée Reichssportfeld en 1935, elle est largement reconstruite à l'occasion des Jeux olympiques d'été de 1936.

## Situation ferroviaire
La gare de Berlin Olympiastadion est située au point kilométrique (PK) 16,2 du chemin de fer suburbain reliant les gares de Westkreuz et Spandau. C'est une gare de catégorie 3 d'après la classification allemande. Elle est dans la zone tarifaire B de l'agglomération berlinoise.

## Histoire

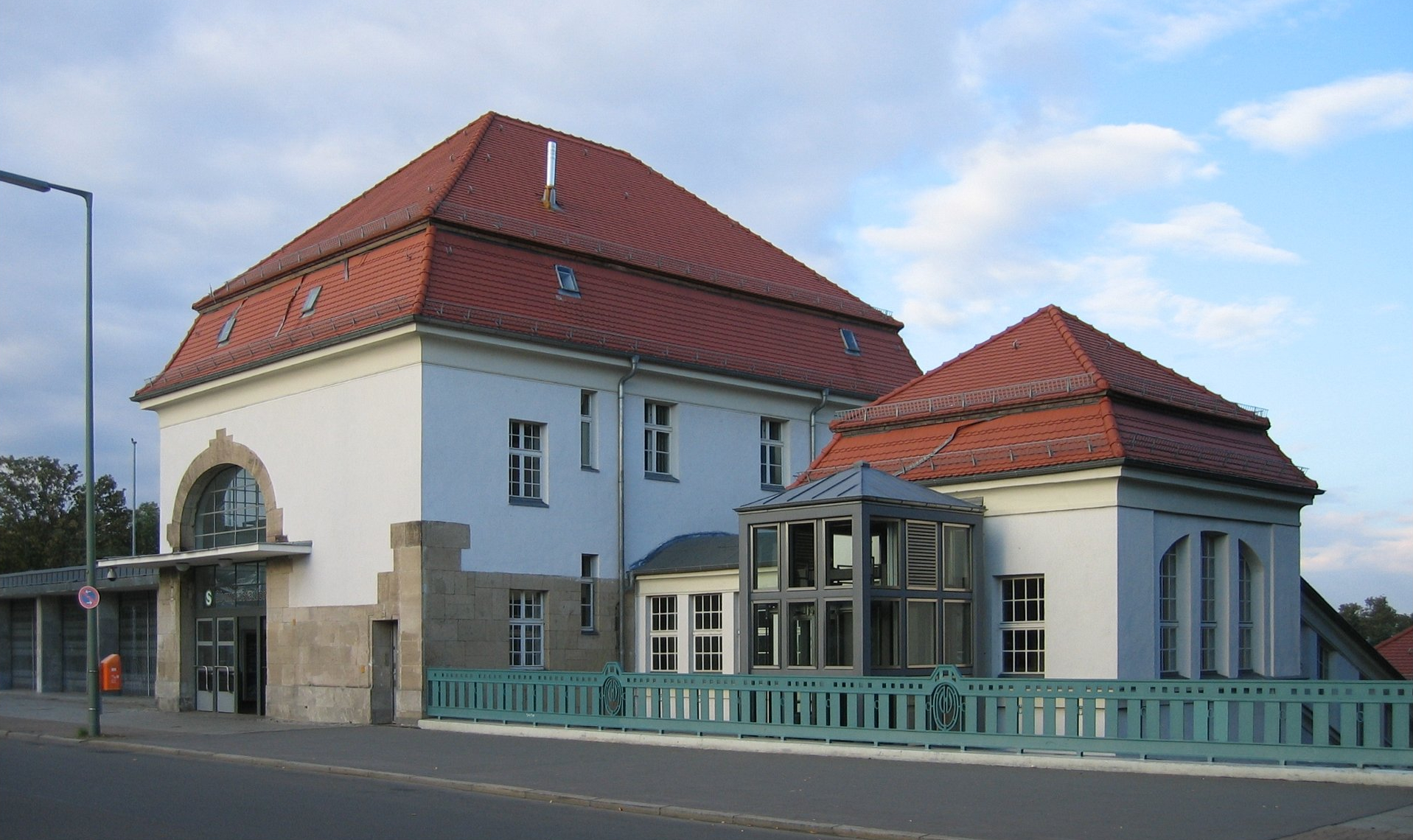
Bâtiment d'accueil.

Avec l'ouverture de la gare, le 23 mai 1909, le premier tronçon de la ligne suburbaine est en service. Elle doit absorber le trafic en augmentation constante entre les villes de Charlottenbourg et de Spandau tout en offrant un nouveau terrain dans la partie nord du plateau de Teltow à développer. En même temps, l’Union-Klub exclusif, l'une des principales sociétés de course, a construit un hippodrome sur le bord septentrional de la forêt de Grunewald et a besoin d'une liaison de transport.
Au début, seul l'hippodrome est construit. La gare adjacente a huit voies sur cinq plates-formes (deux plates-formes latérales, trois plates-formes centrales) et un bâtiment d'accueil de deux étages, qui se tenait dans le style nordique. La plate-forme F au nord est également destinée au chargement des chevaux de l'hippodrome voisin ; il y a donc une rampe d'accès en plus des escaliers. Pendant les travaux de construction, il y a une voie d'évitement pour la ligne de chemin de fer reliant la Stadtbahn à la ligne de Berlin à Hambourg, et une ligne de fret à voie étroite pour la rivière Havel, où se déroulent en même temps les travaux de construction de la chaussée vers le terrain d'entraînement à Döberitz, dont deux grands ponts.
L'ouverture de la gare Rennbahn a lieu le 23 mai 1909. Le même jour, l'hippodrome de Grunewald est inauguré en présence de l'empereur Guillaume II. Le trafic est initialement limité aux trains spéciaux les jours de course. À partir du 5 septembre 1911, la gare accueille le trafic suburbain. À l'ouest du quai, il y a un système de répartition pour arrêter les trains lors de petites manifestations sans mettre la gare de l'hippodrome en service.
Le 23 août 1928, la gare est connectée au réseau électrique suburbain, à partir de 1930 la S-Bahn de Berlin arrive. Le 15 mai 1930, elle prend le nom de Stadion – Rennbahn Grunewald en référence au Deutsches Stadion inauguré en 1913.

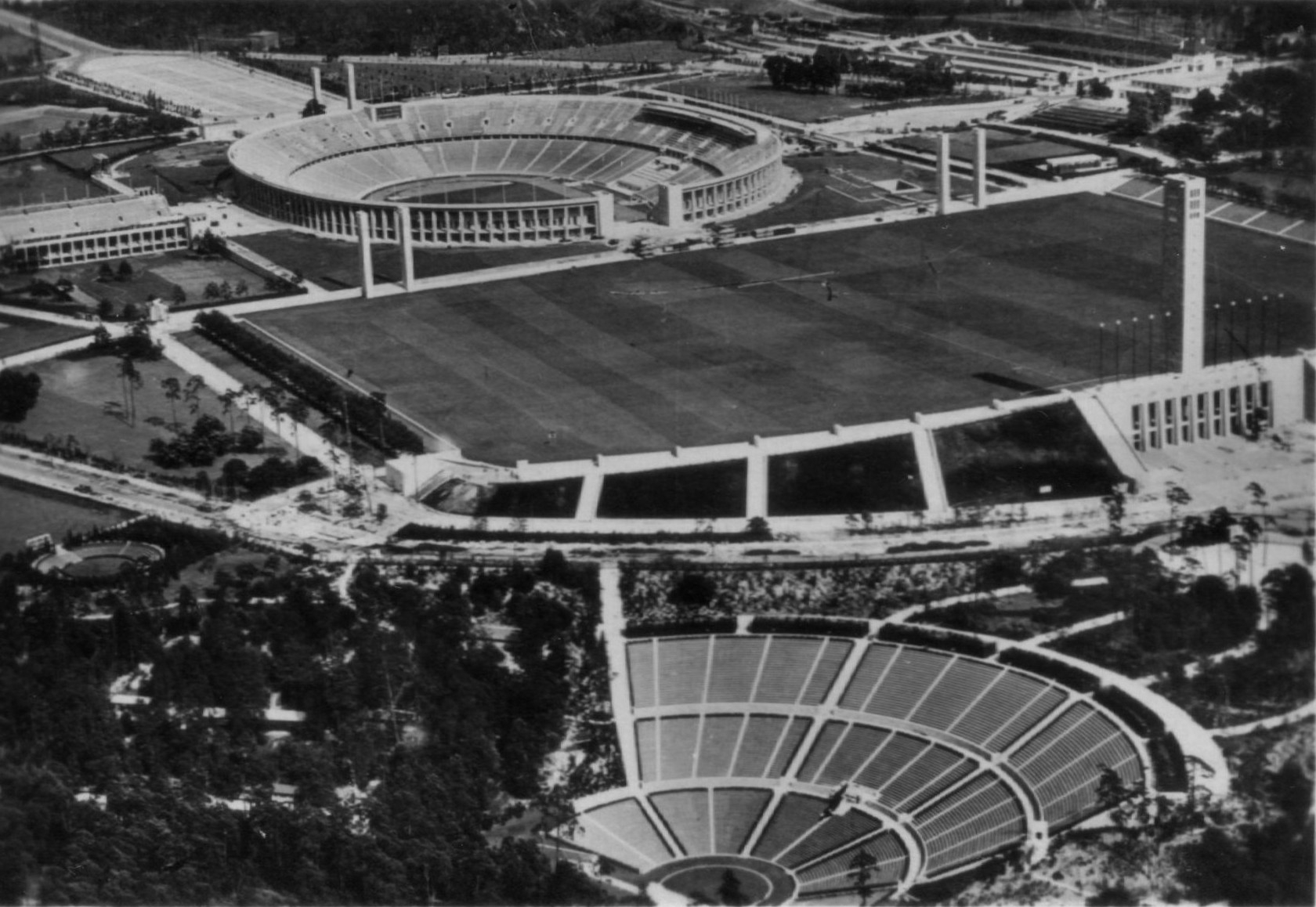
Vue sur le parc olympique dans les années quarante, la gare en haut à droite.

Avec l'attribution des Jeux Olympiques à la capitale du Reich, le site est converti en cité des sports. La station est renommée à cet effet le 1er mai 1935 Reichssportfeld et agrandie à cette période selon les plans de Fritz Hane. Le bâtiment d'accueil laisse la place à un hall ouvert, qui semble plus approprié pour gérer le flux de visiteurs. En outre, la passerelle pour piétons avec une sortie dans la Trakehner Allee est mise en service. En outre, la Deutsche Reichsbahn construit un poste d'aiguillage électromécanique à proximité de la gare voisine de Heerstraße (de), ainsi que des systèmes de détection automatique des trains.
Pendant la Seconde Guerre mondiale, les restrictions opérationnelles à l'approche du front se répètent. Entre le 27 avril 1945 et le 9 juin 1945, le trafic est complètement arrêté.
Le 29 mai 1960, la Deutsche Reichsbahn est-allemande renomme la gare Olympiastadion. Environ un an plus tard, le Sénat de Berlin-Ouest, à l'occasion de la construction du mur de Berlin, appelle à un boycott de la S-Bahn gérée par la Deutsche Reichsbahn. Le trafic baisse fortement, comme dans une grande partie du réseau. Néanmoins, la Reichsbahn utilise la gare pour des événements spéciaux. Outre les matches de championnat du Hertha BSC, il s'agit notamment des matches de la Coupe du monde de football de 1974 et de l' Assemblée de l'Église protestante allemande en 1977.
Après une grève du côté des employés des services en 1980, la Reichsbahn arrête le trafic sur le chemin de fer suburbain de Spandau le 19 septembre 1980. Après le transfert des droits d'exploitation à la Berliner Verkehrsbetriebe (BVG) de Berlin-Ouest début 1984, elle et le Sénat ont l'intention de reprendre le trafic. Néanmoins, les travaux n'ont lieu qu'après la réunification dans les années 1990.
Pour la reconstruction, de grandes parties de l'installation sont démolies et reconstruites, y compris toutes les plates-formes et le pont piétonnier oriental menant à la Trakehner Allee. La plate-forme spéciale F a été abandonnée. Le 16 janvier 1998, lors de la réouverture du tronçon Westkreuz-Pichelsberg, la plate-forme de banlieue A et la plate-forme spéciale B, maintenant dotée de deux bords de plate-forme, sont en service. Les cinq plates-formes restantes servent à l’occasion de l’anniversaire des 75 ans de la S-Bahn, le 29 mai 1999. La gare événementielle a depuis lors une capacité de 40 000 passagers par heure. Un stade olympique à guichets fermés pourrait ainsi être évacué en moins de deux heures.

## Service des voyageurs

### Accueil

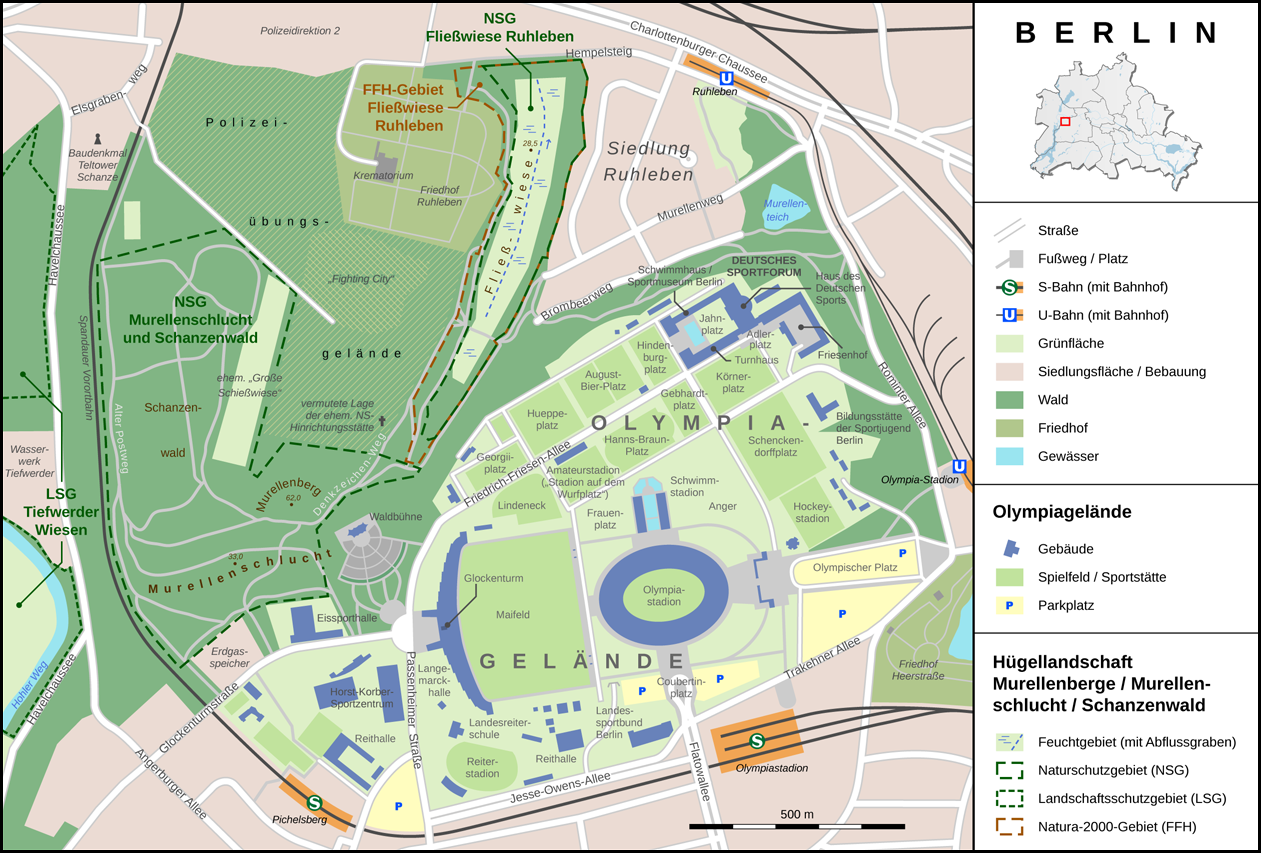
Plan du parc olympique de Berlin.

La gare se situe à l'extrémité sud du parc olympique, tout auprès de l'Unité d'habitation de Berlin. L'installation comporte cinq plates-formes avec un total de dix voies. Les entrées et sorties se trouvent sur la Flatowallee, à l'extrémité ouest des plates-formes, et à mi-hauteur des plates-formes situées au nord de Trakehner Allee. La plate-forme la plus au sud, un point d'arrêt non géré en accès libre, est utilisée pour le trafic régulier de la S-Bahn ; les quatre autres plates-formes supérieures sont utilisées lors d'événements. Le bâtiment d'accueil se situe à Flatowallee, au niveau de la plate-forme de banlieue.

### Desserte
La halte est desservie toutes les dix minutes alternativement par la ligne 3 et la ligne 9 du S-Bahn de Berlin.

### Intermodalité
La gare est en correspondance avec le réseau d'omnibus de la Berliner Verkehrsbetriebe. Les lignes accessibles à proximité sont le  49 et le  218.
De 1936 à 1966, il existe également une connexion au réseau de tramway de Berlin, exploitée presque exclusivement lors d'événements.